# Lassaad Lachaal
Lassaad Lachaal, né le 20 octobre 1961 à Tunis, est un économiste et homme politique tunisien.

## Biographie

### Études
Lachaal obtient en 1985 le diplôme d'ingénieur agronome de l'Institut national agronomique de Tunisie. Il devient de 1986 à 1988 économiste à l'Office des terres domaniales, établissement sous tutelle du ministère de l'Agriculture. De 1989 à 1995, il est professeur invité au Food and Agricultural Policy Research Institute de l'université du Missouri-Columbia. Il poursuit alors ses études dans cette même université, où il obtient en 1991 un master en politiques agricoles, en 1993 un master en économie et en 1994 un PhD en économie agricole. 

### Carrière professionnelle
En 1999, il devient maître-chercheur, puis directeur du laboratoire d'économie rurale de l'Institut national de recherche agricole de Tunis, jusqu'en 2005, date à laquelle il intègre la Banque africaine de développement (BAD) en tant qu'économiste supérieur au département de recherche. En 2008, il est chargé de formation en chef à l'Institut multilatéral d'Afrique, qui constitue un partenariat de la BAD, de la Banque mondiale et du Fonds monétaire international. En 2010, il devient expert en gestion du savoir et développement des capacités à l'Institut africain de développement.
Il obtient en 2013 un certificat en « innovation pour le développement économique » de la John F. Kennedy School of Government.
Il est consultant international auprès du Fonds international de développement agricole, de l'Organisation des Nations unies pour l'alimentation et l'agriculture et du Programme alimentaire mondial. Il est aussi représentant résident de l'Organisation des Nations unies pour l'alimentation et l'agriculture (FAO) au Niger.

### Carrière politique
Le 29 janvier 2014, il est nommé ministre de l'Agriculture dans le gouvernement Jomaa.

### Distinctions
Il a rédigé plus d'une cinquantaine de publications scientifiques. Il reçoit le Graduate student paper award de la Southern Agricultural Economics Association en 1993.  

## Vie privée
Lassaad Lachaal est marié et père de trois enfants.

## Publications
Lassaad Lachaal est auteur de plus d'une cinquantaine d'articles scientifiques.